# 나진포천
나진포천(羅津浦川)은 인천광역시 서구 마전동에서 발원해 대곡동에서 대곡천을 합류시키고, 김포시 걸포동에서 계양천으로 합류하는 하천이다.
발원지부터 경기도 김포시와의 경계까지의 4.13km 구간은 인천광역시의 지방하천으로 관리된다.